# Tyler Paige
Tyler Justus „TJ“ Paige (* 1. September 1995 in New York City, USA) ist ein US-amerikanischer Segler auf der Position des Steuermanns.
Paige besuchte mit dem Packer Collegiate Institute zunächst die High School und studierte anschließend von 2014 bis 2018 Maschinenbau mit der Spezialisierung auf Aerodynamik an der Tufts University. An der Universität, wo er den Bachelor-Grad erlangte, zeigte er ein breites Interessenspektrum, vom Tanz über Stand-up-Comedy, dem Käse-Club bis hin zur Burlesque-Truppe. Seinen technischen Interessen folgend gehörte er auch dem Tufts Racing Electric Car team an. Ein besonderer Schwerpunkt lag auf den universitären Segelteams. Paige arbeitet als Ingenieur für das NASCARTeam JR Motorsports.
Bevor Paige mit dem Segelsport begann, versuchte er sich in anderen Sportarten und spielte Baseball, Squash und Crosslauf. 2013 wurde er bei den US-Jugendmeisterschaften in der 420er-Klasse Sechster. 2014 und 2015 gehörte er dem US-Nationalteam in der 420er-Klasse an. Bei der Kieler Woche 2014 wurde er als Zweitbester US-Amerikaner 29., bei den U17-Weltmeisterschaften 2014 in Lübeck-Travemünde 72. Bei den U17-Weltmeisterschaften 2015 in Karatsu kam er auf Platz 20. 2018 startete Paige in Bracciano bei der den Juniorenweltmeisterschaft in der 470er-Klasse.
Nachdem Paige nicht das Gefühl hatte, sich im US-Team für die Olympischen Spiele 2020 qualifizieren zu können, bat er den US-Verband um die Erlaubnis für einen Nationalitätenwechsel. Als Sechster der US-Meisterschaften hatte Paige eine Olympiaqualifikation verpasst, wollte nun aber für Amerikanisch-Samoa an den Start gehen, wo er sich aufgrund der begrenzten Konkurrenz Hoffnung auf einen der wenigen Quotenplätze machte. Der nationale Verband stimmte wie im Mai 2021 ebenso das IOC dem Wechsel zu. Sein neuer Segelpartner wurde der Deutsch-Amerikaner Adrian Hoesch, der ebenfalls einen Nationenwechsel vollzogen hatte. Beide starten nun offiziell für den Pago Pago Yacht-Club. Die Vergabe des Quotenplatzes erfolgte bei der Regatta Sail Melbourne im Januar 2021, wo einzig ein australisches Mixed-Team als Konkurrenz an den Start ging und besiegt wurde.
Der Weg, den das Duo Paige/Hoesch zu den Olympischen Spielen nahm, wurde nicht unkritisch gesehen; vor allem in Deutschland gab es Vorbehalte. Grund war, dass das deutsche Duo Simon Diesch und Hoeschs Clubkamerad vormaliges Crew-Mitglied Philipp Autenrieth bei den Weltmeisterschaften 2021 in der Marina Vilamoura, wo Paige/Hoesch den 29. und damit letzten Platz belegt hatten, als 16. um einen Rang einen Olympiastartplatz verfehlt hatten. Ihnen wäre bei einem Nichtbesetzen des ozeanischen Startplatzes dieser Quotenplatz zugefallen. Somit gab es auch einen Einspruch gegen die Vergabe des Platzes an vermeintliche „Olympiatouristen“, dem letztlich jedoch den Regeln entsprechend nicht stattgegeben wurde.
Bei den Spielen konnten sich Paige/Hoesch in den ersten acht der zehn Wertungsrennen unter den 19 Booten nie besser als Rang 16 platzieren und kämpfen mit den Angolanern Paixão Afonso und Matias Montinho um den vorletzten Rang, den sie schließlich auch belegten.